# Juan Manuel Correa
Juan Manuel Correa Borja (Quito, 9 augustus 1999) is een Ecuadoraans-Amerikaans autocoureur.

## Carrière
Correa begon zijn autosportcarrière in het karting in 2008. Hij behaalde diverse titels in zowel Ecuador als de Verenigde Staten. In 2014 werd hij opgenomen in het Lotus F1 Junior Team, het opleidingsprogramma van het Formule 1-team Lotus. Nadat dit team in 2016 werd overgenomen door het Renault F1 Team, verliet hij dit programma weer.
In 2016 maakte Correa de overstap naar het formuleracing, waarbij hij uitkwam in twee Formule 4-kampioenschappen: de Italiaanse en ADAC Formule 4-kampioenschappen voor het Prema Powerteam. In het Italiaanse kampioenschap kende hij een goed debuutseizoen; hij won drie races op het Autodromo Enzo e Dino Ferrari, het Circuit Mugello en het ACI Vallelunga Circuit en eindigde zo op de zesde plaats in de eindstand met 105,5 punten. In het ADAC-kampioenschap had hij het moeilijker, hij behaalde slechts één podiumplaats op de Motorsport Arena Oschersleben en werd tiende in het kampioenschap met 91 punten.
In 2017 bleef Correa rijden in beide Formule 4-kampioenschappen voor Prema. In het Italiaanse kampioenschap was hij niet puntengerechtigd, terwijl hij in het Duitse kampioenschap tiende werd met 86 punten en één podiumplaats op de Red Bull Ring. Daarnaast maakte hij dat jaar ook zijn debuut in de GP3 Series als derde coureur bij het team van Jenzer Motorsport vanaf het raceweekend op Spa-Francorchamps. Hij behaalde geen punten en met twee twaalfde plaatsen in het laatste raceweekend op het Yas Marina Circuit als beste klasseringen werd hij 21e in de eindstand.
In 2018 begon Correa het jaar in de Nieuw-Zeelandse Toyota Racing Series, waarin hij uitkwam voor het team M2 Competition. Hij behaalde twee overwinningen op het Teretonga Park en het Bruce McLaren Motorsport Park. Met 756 punten eindigde hij achter Robert Shwartzman, Richard Verschoor en Marcus Armstrong als vierde in het kampioenschap. Aansluitend maakte hij de fulltime overstap naar de GP3, waarin hij opnieuw uitkwam voor Jenzer. Tijdens het eerste raceweekend op het Circuit de Barcelona-Catalunya behaalde hij met een vierde plaats zijn beste klassering in een race tijdens dat seizoen. Met 42 punten eindigde hij op de twaalfde plaats in het klassement.
In 2019 maakt Correa de overstap naar de Formule 2, waarin hij rijdt voor het Sauber Junior Team by Charouz. Tevens is hij aangesteld als ontwikkelingscoureur bij het Formule 1-team van Alfa Romeo. Hij behaalde twee tweede plaatsen gedurende de sprintraces op het Baku City Circuit en het Circuit Paul Ricard.
Op 31 augustus 2019 vond er op Spa-Francorchamps een groot ongeluk bij de Formule 2-race plaats, waarbij meerdere auto's betrokken waren. Hierbij ramde Correa de auto van Anthoine Hubert, nadat die vanuit de bandenstapel terug op de baan werd gekatapulteerd. Hubert kwam bij het ongeluk om het leven, terwijl Correa een operatie moest ondergaan nadat hij beide benen brak en een lichte rugblessure opliep. Hij bleef enkele weken in coma en er werd enige tijd voor zijn leven gevreesd, maar hij kwam er uiteindelijk bovenop.
Na een lange revalidatie maakte Correa in 2021 zijn terugkeer in de racerij in het FIA Formule 3-kampioenschap, waarin hij uitkwam voor ART Grand Prix. Het gehele jaar stond in het teken van deze revalidatie en hij kwam slechts sporadisch tot scoren. Een zesde plaats op Paul Ricard zou zijn beste klassering van het seizoen worden. Met 11 punten eindigde hij op plaats 21 in het kampioenschap.
In 2022 bleef Correa actief in de Formule 3 bij ART. Hij moest het tweede raceweekend op Imola overslaan vanwege een blessure aan zijn voet. Hij eindigde regelmatig in de top 10, met een podiumfinish op het Circuit Zandvoort als hoogtepunt. Met 39 punten werd hij dertiende in het klassement. Aan het eind van het jaar keerde hij terug in de Formule 2 bij het team Van Amersfoort Racing tijdens de seizoensfinale op het Yas Marina Circuit als vervanger van David Beckmann.
In 2023 reed Correa een volledig seizoen in de Formule 2 bij Van Amersfoort. Hij wist in zes races tot scoren te komen, met een vierde plaats op de Red Bull Ring als zijn beste resultaat. Met 13 punten werd hij negentiende in het eindklassement.
In 2024 bleef Correa actief in de Formule 2, maar stapte hij over naar het team DAMS Lucas Oil. Hij behaalde zijn enige podiumfinish van het jaar in Barcelona. Hij miste wel de laatste twee raceweekenden, waarin hij werd vervangen door Dino Beganovic. Met 31 punten werd hij achttiende in de eindstand.